# Berkong
Berkong est un village du Cameroun situé dans le département de la Haute-Sanaga et la région du Centre. Il fait partie de la commune de Nanga-Eboko et se trouve sur la route qui lie Yaoundé à Bertoua.

## Population
En 1963, la population était de 420 habitants. Lors du recensement de 2005, le village comptait 213 habitants dont 93 hommes et 120 femmes, principalement de Badjia.